# Gabriel Péri (Métro Paris)
Gabriel Péri ist eine unterirdische Station der Pariser Métro. Sie befindet sich unterhalb der Rue des Bas an der Grenze der Pariser Vororte Asnières-sur-Seine und Gennevilliers. Sie wird von der Métrolinie 13 bedient.
Die Station wurde am 3. Mai 1980 unter dem Namen Gabriel Péri – Asnières – Gennevilliers in Betrieb genommen, als der Abschnitt der Linie 13 von der Station Porte de Clichy bis zur Station Gabriel Péri eröffnet wurde. Die Station liegt am nordwestlichen Ast der Linie 13 und war bis zum 14. Juni 2008 Endpunkt des Nordwestastes.
Mit der Inbetriebnahme der Streckenverlängerung nach Asnières – Gennevilliers – Les Courtilles erhielt die Station ihren heutigen Namen. Der Name erinnert an den französischen Journalisten und Politiker Gabriel Péri, der 1941 von der deutschen Besatzungsmacht hingerichtet wurde.